# Bái Tuyền
Bái Tuyền (tiếng Trung:拜泉县, Hán Việt: Bái Tuyền huyện) là một huyện của địa cấp thị Tề Tề Cáp Nhĩ, tỉnh Hắc Long Giang, Cộng hòa Nhân dân Trung Hoa. Quận này có diện tích 3569 km2, dân số 570.000 người, mã bưu chính 164700, mã vùng điện thoại 0452. Về mặt hành chính, Bái Tuyền được chia thành các đơn vị gồm 5 trấn (Bái Tuyền, Tam Đạo, Hưng Nông, Trường Xuân, Long Tuyền, Quốc Phú, Phú Cường), 9 hương (Tân Sinh, Hưng Quốc, Thượng Thăng, Hưng Hoa, Đại Chúng, Phong Sản, Vĩnh Cần, Tự Cường, Ái Nông).

## Khí hậu
| Dữ liệu khí hậu của Bái Tuyền, elevation 250 m (820 ft), (1991–2020 normals, extremes 1981–2010) | Dữ liệu khí hậu của Bái Tuyền, elevation 250 m (820 ft), (1991–2020 normals, extremes 1981–2010) | Dữ liệu khí hậu của Bái Tuyền, elevation 250 m (820 ft), (1991–2020 normals, extremes 1981–2010) | Dữ liệu khí hậu của Bái Tuyền, elevation 250 m (820 ft), (1991–2020 normals, extremes 1981–2010) | Dữ liệu khí hậu của Bái Tuyền, elevation 250 m (820 ft), (1991–2020 normals, extremes 1981–2010) | Dữ liệu khí hậu của Bái Tuyền, elevation 250 m (820 ft), (1991–2020 normals, extremes 1981–2010) | Dữ liệu khí hậu của Bái Tuyền, elevation 250 m (820 ft), (1991–2020 normals, extremes 1981–2010) | Dữ liệu khí hậu của Bái Tuyền, elevation 250 m (820 ft), (1991–2020 normals, extremes 1981–2010) | Dữ liệu khí hậu của Bái Tuyền, elevation 250 m (820 ft), (1991–2020 normals, extremes 1981–2010) | Dữ liệu khí hậu của Bái Tuyền, elevation 250 m (820 ft), (1991–2020 normals, extremes 1981–2010) | Dữ liệu khí hậu của Bái Tuyền, elevation 250 m (820 ft), (1991–2020 normals, extremes 1981–2010) | Dữ liệu khí hậu của Bái Tuyền, elevation 250 m (820 ft), (1991–2020 normals, extremes 1981–2010) | Dữ liệu khí hậu của Bái Tuyền, elevation 250 m (820 ft), (1991–2020 normals, extremes 1981–2010) | Dữ liệu khí hậu của Bái Tuyền, elevation 250 m (820 ft), (1991–2020 normals, extremes 1981–2010) |
| Tháng                                                                                            | 1                                                                                                | 2                                                                                                | 3                                                                                                | 4                                                                                                | 5                                                                                                | 6                                                                                                | 7                                                                                                | 8                                                                                                | 9                                                                                                | 10                                                                                               | 11                                                                                               | 12                                                                                               | Năm                                                                                              |
| ------------------------------------------------------------------------------------------------ | ------------------------------------------------------------------------------------------------ | ------------------------------------------------------------------------------------------------ | ------------------------------------------------------------------------------------------------ | ------------------------------------------------------------------------------------------------ | ------------------------------------------------------------------------------------------------ | ------------------------------------------------------------------------------------------------ | ------------------------------------------------------------------------------------------------ | ------------------------------------------------------------------------------------------------ | ------------------------------------------------------------------------------------------------ | ------------------------------------------------------------------------------------------------ | ------------------------------------------------------------------------------------------------ | ------------------------------------------------------------------------------------------------ | ------------------------------------------------------------------------------------------------ |
| Cao kỉ lục °C (°F)                                                                               | −1.2 (29.8)                                                                                      | 7.6 (45.7)                                                                                       | 19.9 (67.8)                                                                                      | 28.6 (83.5)                                                                                      | 33.9 (93.0)                                                                                      | 38.4 (101.1)                                                                                     | 36.5 (97.7)                                                                                      | 34.8 (94.6)                                                                                      | 32.7 (90.9)                                                                                      | 24.5 (76.1)                                                                                      | 13.3 (55.9)                                                                                      | 4.6 (40.3)                                                                                       | 38.4 (101.1)                                                                                     |
| Trung bình ngày tối đa °C (°F)                                                                   | −15.1 (4.8)                                                                                      | −9.2 (15.4)                                                                                      | 0.6 (33.1)                                                                                       | 11.9 (53.4)                                                                                      | 20.3 (68.5)                                                                                      | 25.5 (77.9)                                                                                      | 27.2 (81.0)                                                                                      | 25.3 (77.5)                                                                                      | 19.9 (67.8)                                                                                      | 10.4 (50.7)                                                                                      | −2.9 (26.8)                                                                                      | −13.3 (8.1)                                                                                      | 8.4 (47.1)                                                                                       |
| Trung bình ngày °C (°F)                                                                          | −21.1 (−6.0)                                                                                     | −16.1 (3.0)                                                                                      | −5.5 (22.1)                                                                                      | 5.7 (42.3)                                                                                       | 14.1 (57.4)                                                                                      | 20.0 (68.0)                                                                                      | 22.4 (72.3)                                                                                      | 20.2 (68.4)                                                                                      | 13.8 (56.8)                                                                                      | 4.4 (39.9)                                                                                       | −8.3 (17.1)                                                                                      | −18.7 (−1.7)                                                                                     | 2.6 (36.6)                                                                                       |
| Tối thiểu trung bình ngày °C (°F)                                                                | −26 (−15)                                                                                        | −22.1 (−7.8)                                                                                     | −11.6 (11.1)                                                                                     | −0.5 (31.1)                                                                                      | 7.4 (45.3)                                                                                       | 14.2 (57.6)                                                                                      | 17.8 (64.0)                                                                                      | 15.4 (59.7)                                                                                      | 8.0 (46.4)                                                                                       | −0.9 (30.4)                                                                                      | −12.9 (8.8)                                                                                      | −23.2 (−9.8)                                                                                     | −2.9 (26.8)                                                                                      |
| Thấp kỉ lục °C (°F)                                                                              | −39.4 (−38.9)                                                                                    | −38.8 (−37.8)                                                                                    | −29.4 (−20.9)                                                                                    | −12.4 (9.7)                                                                                      | −6.8 (19.8)                                                                                      | 3.0 (37.4)                                                                                       | 7.7 (45.9)                                                                                       | 3.8 (38.8)                                                                                       | −6.8 (19.8)                                                                                      | −18.5 (−1.3)                                                                                     | −30.9 (−23.6)                                                                                    | −38.6 (−37.5)                                                                                    | −39.4 (−38.9)                                                                                    |
| Lượng Giáng thủy trung bình mm (inches)                                                          | 2.7 (0.11)                                                                                       | 2.9 (0.11)                                                                                       | 7.2 (0.28)                                                                                       | 21.2 (0.83)                                                                                      | 40.8 (1.61)                                                                                      | 91.0 (3.58)                                                                                      | 159.5 (6.28)                                                                                     | 121.3 (4.78)                                                                                     | 57.8 (2.28)                                                                                      | 20.1 (0.79)                                                                                      | 7.3 (0.29)                                                                                       | 5.1 (0.20)                                                                                       | 536.9 (21.14)                                                                                    |
| Số ngày giáng thủy trung bình (≥ 0.1 mm)                                                         | 4.2                                                                                              | 3.0                                                                                              | 4.3                                                                                              | 6.6                                                                                              | 10.5                                                                                             | 13.7                                                                                             | 13.9                                                                                             | 13.7                                                                                             | 9.4                                                                                              | 6.1                                                                                              | 4.8                                                                                              | 6.2                                                                                              | 96.4                                                                                             |
| Số ngày tuyết rơi trung bình                                                                     | 7.5                                                                                              | 5.4                                                                                              | 6.6                                                                                              | 3.4                                                                                              | 0.3                                                                                              | 0                                                                                                | 0                                                                                                | 0                                                                                                | 0.1                                                                                              | 2.5                                                                                              | 7.7                                                                                              | 8.9                                                                                              | 42.4                                                                                             |
| Độ ẩm tương đối trung bình (%)                                                                   | 72                                                                                               | 68                                                                                               | 57                                                                                               | 51                                                                                               | 51                                                                                               | 65                                                                                               | 77                                                                                               | 80                                                                                               | 70                                                                                               | 62                                                                                               | 66                                                                                               | 73                                                                                               | 66                                                                                               |
| Số giờ nắng trung bình tháng                                                                     | 156.1                                                                                            | 190.5                                                                                            | 239.1                                                                                            | 225.8                                                                                            | 243.3                                                                                            | 239.2                                                                                            | 237.2                                                                                            | 233.0                                                                                            | 221.8                                                                                            | 193.5                                                                                            | 162.1                                                                                            | 138.1                                                                                            | 2.479,7                                                                                          |
| Phần trăm nắng có thể                                                                            | 56                                                                                               | 65                                                                                               | 64                                                                                               | 55                                                                                               | 52                                                                                               | 50                                                                                               | 50                                                                                               | 53                                                                                               | 60                                                                                               | 58                                                                                               | 59                                                                                               | 53                                                                                               | 56                                                                                               |
| Nguồn: China Meteorological Administration                                                       |                                                                                                  |                                                                                                  |                                                                                                  |                                                                                                  |                                                                                                  |                                                                                                  |                                                                                                  |                                                                                                  |                                                                                                  |                                                                                                  |                                                                                                  |                                                                                                  |                                                                                                  |